# West Ham United Women Football Club 2021-2022
Questa voce raccoglie le informazioni riguardanti il West Ham United Women Football Club nelle competizioni ufficiali della stagione 2021-2022.

## Stagione
Il campionato di FA Women's Super League è stato concluso al sesto posto con 27 punti conquistati, frutto di 7 vittorie, 6 pareggi e 9 sconfitte. In Women's FA Cup la squadra, che era partita dal quarto turno, è stata eliminata in semifinale dopo aver perso contro il Manchester City per 4-1. In FA Women's League Cup la squadra ha superato la fase a gruppi come prima classificata, a punteggio pieno, nel gruppo E; è stata poi eliminata ai quarti di finale, dopo aver perso 4-2 contro il Chelsea. Al termine della stagione, l'8 maggio 2022, l'allenatore neozelandese Olli Harder ha annunciato le proprie dimissioni; il suo vice Paul Konchesky è stato nominato nuovo allenatore della squadra.

## Maglie e sponsor
Le tenute di gioco solo le stesse adottate dal West Ham Utd maschile.
| Casa | Trasferta | Terza divisa |

## Rosa
| N. |                          | Ruolo | Calciatrice          |
| -- | ------------------------ | ----- | -------------------- |
| 1  | Nuova Zelanda (bandiera) | P     | Mackenzie Arnold     |
| 2  | Stati Uniti (bandiera)   | C     | Zaneta Wyne          |
| 3  | Inghilterra (bandiera)   | C     | Abbey-Leigh Stringer |
| 5  | Inghilterra (bandiera)   | D     | Gilly Flaherty       |
| 7  | Scozia (bandiera)        | C     | Lisa Evans           |
| 8  | Danimarca (bandiera)     | C     | Emma Snerle          |
| 9  | Inghilterra (bandiera)   | A     | Claudia Walker       |
| 10 | Rep. Ceca (bandiera)     | A     | Kateřina Svitková    |
| 12 | Inghilterra (bandiera)   | C     | Kate Longhurst       |
| 13 | Nuova Zelanda (bandiera) | C     | Tameka Yallop        |
| 14 | Giappone (bandiera)      | C     | Yui Hasegawa         |
| 15 | Inghilterra (bandiera)   | D     | Lucy Parker          |

| N. |                          | Ruolo | Calciatrice          |
| -- | ------------------------ | ----- | -------------------- |
| 17 | Inghilterra (bandiera)   | C     | Melisa Filis         |
| 18 | Nuova Zelanda (bandiera) | P     | Anna Leat            |
| 19 | Canada (bandiera)        | C     | Adriana Leon         |
| 20 | Inghilterra (bandiera)   | D     | Lois Joel            |
| 22 | Inghilterra (bandiera)   | D     | Grace Fisk           |
| 23 | Francia (bandiera)       | D     | Hawa Cissoko         |
| 24 | Inghilterra (bandiera)   | C     | Brooke Cairns        |
| 25 | Inghilterra (bandiera)   | C     | Grace Garrad         |
| 26 | Canada (bandiera)        | P     | Emily Moore          |
| 27 | Inghilterra (bandiera)   | D     | Maisy Barker         |
| 32 | Islanda (bandiera)       | D     | Dagný Brynjarsdóttir |
| 33 | Inghilterra (bandiera)   | C     | Halle Houssein       |

## Calciomercato

### Sessione estiva
| Acquisti | Acquisti             | Acquisti              | Acquisti      |
| R.       | Nome                 | da                    | Modalità      |
| -------- | -------------------- | --------------------- | ------------- |
| P        | Anna Leat            | Georgetown Hoyas      | [ 5 ]         |
| D        | Mia Cruickshank      | London Bees           | fine prestito |
| D        | Lucy Parker          | UCLA Bruins           | [ 6 ]         |
| C        | Brooke Cairns        | Everton               | [ 7 ]         |
| C        | Cho So-hyun          | Tottenham             | fine prestito |
| C        | Grace Garrad         | Arsenal               | [ 7 ]         |
| C        | Lisa Evans           | Arsenal               | prestito      |
| C        | Melisa Filis         | London Bees           | [ 9 ]         |
| C        | Yui Hasegawa         | Milan                 | [ 10 ]        |
| C        | Wiktoria Kiszkis     | Śląsk Breslavia       | fine prestito |
| C        | Abbey-Leigh Stringer | Everton               | [ 11 ]        |
| C        | Zaneta Wyne          | Glasgow City          | [ 12 ]        |
| C        | Tameka Yallop        | Brisbane Roar         | [ 13 ]        |
| A        | Angie Dunbar-Bonnie  | Charlton Athletic     | fine prestito |
| A        | Wiktoria Fronc       | London City Lionesses | fine prestito |
| A        | Alisha Lehmann       | Everton               | fine prestito |
| A        | Claudia Walker       | West Ham              | [ 14 ]        |

| Cessioni | Cessioni               | Cessioni          | Cessioni      |
| R.       | Nome                   | a                 | Modalità      |
| -------- | ---------------------- | ----------------- | ------------- |
| P        | Courtney Brosnan       | Everton           | [ 15 ]        |
| P        | Emily Ramsey           | Manchester United | fine prestito |
| D        | Anouk Denton           | Arsenal           | fine prestito |
| D        | Mayumi Pacheco         | Aston Villa       | [ 16 ]        |
| D        | Cecilie Redisch Kvamme | Sandviken         | [ 15 ]        |
| D        | Laura Vetterlein       | Zurigo            | [ 15 ]        |
| C        | Cho So-hyun            | Tottenham         | [ 17 ]        |
| C        | Kenza Dali             | Everton           | [ 15 ]        |
| C        | Emily van Egmond       | Orlando Pride     | [ 15 ]        |
| A        | Leanne Kiernan         | Liverpool         | [ 15 ]        |
| A        | Alisha Lehmann         | Aston Villa       | [ 18 ]        |
| A        | Nor Mustafa            | Le Havre          | [ 19 ]        |
| A        | Martha Ellen Thomas    | Manchester United | [ 15 ]        |

### Sessione invernale
| Acquisti | Acquisti       | Acquisti         | Acquisti             |
| R.       | Nome           | da               | Modalità             |
| -------- | -------------- | ---------------- | -------------------- |
| P        | Emily Moore    | UBC Thunderbirds |                      |
| C        | Halle Houssein | Arsenal          | doppia registrazione |
| C        | Emma Snerle    | Fortuna Hjørring | [ 21 ]               |

| Cessioni | Cessioni | Cessioni | Cessioni |
| R.       | Nome     | a        | Modalità |
| -------- | -------- | -------- | -------- |

## Risultati

### FA Women's Super League

#### Girone di andata
| Arbitro: | Heaslip |

|                            |           |  |
| Kaagman 33’ (rig.) Lee 41’ | Marcatori |  |

| Arbitro: | Dowle |

|         |           |             |
| Leon 8’ | Marcatori | 90+2’ Allen |

| Arbitro: | Heaslip |

|                                                               |           |  |
| Yallop 26’ Walker 38’ Plumptre 45+1’ (aut.) Levell 81’ (aut.) | Marcatori |  |

| Arbitro: | Conley |

|  |           |                                   |
|  | Marcatori | 39’ Brynjarsdóttir 90+4’ Hasegawa |

| Arbitro: | Fearn |

|            |           |               |
| Walker 54’ | Marcatori | 67’ Lo. Quinn |

| Arbitro: | Dowle |

|                                          |           |  |
| Little 39’, 52’ Mead 61’ Fisk 84’ (aut.) | Marcatori |  |

| Arbitro: | Heaslip |

|                    |           |                                   |
| Evans 19’ Fisk 35’ | Marcatori | 70’ (aut.) Stringer 90+2’ Harries |

| Arbitro: | Benn |

|                    |           |  |
| Brynjarsdóttir 69’ | Marcatori |  |

| Arbitro: | May |

|            |           |          |
| Duggan 76’ | Marcatori | 40’ Wyne |

| Arbitro: | Atkin |

|                          |           |  |
| England 51’ Cuthbert 82’ | Marcatori |  |

| Arbitro: | Hair |

|            |           |           |
| Fisk 90+3’ | Marcatori | 54’ Toone |

#### Girone di ritorno
| Arbitro: | Fearn |

|                  |           |                 |
| Ayane 54’ (rig.) | Marcatori | 90+2’ Longhurst |

| Arbitro: | Impey |

|                                            |           |  |
| Svitková 41’ Brynjarsdóttir 57’ Walker 86’ | Marcatori |  |

| Arbitro: | May |

|                    |           |                           |
| Lehmann 42’ (rig.) | Marcatori | 12’ Stringer 52’ Svitková |

| Arbitro: | Byrne |

|                                  |           |  |
| Flint 2’ Plumptre 9’ Gregory 50’ | Marcatori |  |

| Arbitro: | Brook |

|                    |           |                                      |
| Brynjarsdóttir 48’ | Marcatori | 20’, 32’ Harder 23’ Charles 62’ Kerr |

| Arbitro: | Saunders |

|  |           |          |
|  | Marcatori | 41’ Leon |

| Arbitro: | Howard |

|  |           |                       |
|  | Marcatori | 3’ Whelan 81’ Kaagman |

| Arbitro: | Simms |

|  |           |                     |
|  | Marcatori | 8’ Stanway 63’ Shaw |

| Arbitro: | Reeves |

|              |           |                         |
| Bryson 90+5’ | Marcatori | 46’ Snerle 86’ Hasegawa |

| Arbitro: | May |

|                                       |           |  |
| Thomas 12’ Fisk 20’ (aut.) Galton 49’ | Marcatori |  |

| Arbitro: | Heaslip |

|  |           |                             |
|  | Marcatori | 60’ Blackstenius 66’ Catley |

### Women's FA Cup
| Sheffield 30 gennaio 2022, ore 13:00 UTC+0 Quarto turno                                 | Sheffield Utd | 1 – 4 referto                               | West Ham | Bramall Lane |
| \| \| \| \| \| Rayner 6’ \| Marcatori \| 4’ Filis 21’, 57’ Walker 63’ Brynjarsdóttir \| |               |                                             |          |              |
|                                                                                         |               |                                             |          |              |
| Rayner 6’                                                                               | Marcatori     | 4’ Filis 21’, 57’ Walker 63’ Brynjarsdóttir |          |              |

| Reading 27 febbraio 2022, ore 14:00 UTC+0 Quinto turno  | Reading   | 0 – 1 (d.t.s.) referto | West Ham | Madejski Stadium |
| \| \| \| \| \| \| Marcatori \| 105+1’ Brynjarsdóttir \| |           |                        |          |                  |
|                                                         |           |                        |          |                  |
|                                                         | Marcatori | 105+1’ Brynjarsdóttir  |          |                  |

| Arbitro: | Fearn |

|  |           |           |
|  | Marcatori | 32’ Evans |

| Arbitro: | Byrne |

|           |           |                                     |
| Evans 42’ | Marcatori | 22’ White 37’ Kelly 66’, 90+1’ Hemp |

### FA Women's League Cup

#### Fase a gruppi
| Dartford 13 ottobre 2021, ore 19:00 UTC+1 Gruppo E - 1ª giornata | London City Lionesses | 0 – 1 referto | West Ham | Princes Park |
| \| \| \| \| \| \| Marcatori \| 15’ Parker \|                     |                       |               |          |              |
|                                                                  |                       |               |          |              |
|                                                                  | Marcatori             | 15’ Parker    |          |              |

| Birmingham 17 novembre 2021, ore 19:30 UTC+0 Gruppo E - 2ª giornata                       | Birmingham City | 0 – 4 referto                                           | West Ham | St Andrew's |
| \| \| \| \| \| \| Marcatori \| 38’ (aut.) Lo. Quinn 41’ Walker 74’ Parker 78’ Svitková \| |                 |                                                         |          |             |
|                                                                                           |                 |                                                         |          |             |
|                                                                                           | Marcatori       | 38’ (aut.) Lo. Quinn 41’ Walker 74’ Parker 78’ Svitková |          |             |

| Dagenham 15 dicembre 2021, ore 19:30 UTC+0 Gruppo E - 3ª giornata        | West Ham  | 3 – 0 referto | Brighton & Hove | Victoria Road |
| \| \| \| \| \| Longhurst 26’ Filis 40’ Svitková 90+4’ \| Marcatori \| \| |           |               |                 |               |
|                                                                          |           |               |                 |               |
| Longhurst 26’ Filis 40’ Svitková 90+4’                                   | Marcatori |               |                 |               |

#### Fase a eliminazione diretta
| Arbitro: | Howard |

|                           |           |                                   |
| Svitková 34’ Houssein 83’ | Marcatori | 25’, 61’, 66’ Harder 58’ Cuthbert |

## Statistiche

### Statistiche di squadra
| Competizione            | Punti | In casa | In casa | In casa | In casa | In casa | In casa | In trasferta | In trasferta | In trasferta | In trasferta | In trasferta | In trasferta | Totale | Totale | Totale | Totale | Totale | Totale | DR  |
| Competizione            | Punti | G       | V       | N       | P       | Gf      | Gs      | G            | V            | N            | P            | Gf           | Gs           | G      | V      | N      | P      | Gf     | Gs     | DR  |
| ----------------------- | ----- | ------- | ------- | ------- | ------- | ------- | ------- | ------------ | ------------ | ------------ | ------------ | ------------ | ------------ | ------ | ------ | ------ | ------ | ------ | ------ | --- |
| FA Women's Super League | 27    | 11      | 3       | 4       | 4       | 14      | 15      | 11           | 4            | 2            | 5            | 9            | 18           | 22     | 7      | 6      | 9      | 23     | 33     | -10 |
| Women's FA Cup          | -     | 1       | 1       | 0       | 0       | 1       | 4       | 3            | 3            | 0            | 0            | 6            | 1            | 4      | 3      | 0      | 1      | 7      | 5      | +2  |
| FA Women's League Cup   | -     | 2       | 1       | 0       | 1       | 5       | 4       | 2            | 2            | 0            | 0            | 5            | 0            | 4      | 3      | 0      | 1      | 10     | 4      | +6  |
| Totale                  | -     | 14      | 4       | 4       | 6       | 20      | 23      | 16           | 9            | 2            | 5            | 20           | 19           | 30     | 13     | 6      | 11     | 40     | 42     | -2  |

### Andamento in campionato
| Giornata  | 1  | 2 | 3 | 4 | 5 | 6 | 7 | 8 | 9 | 10 | 11 | 12 | 13 | 14 | 15 | 16 | 17 | 18 | 19 | 20 | 21 | 22 |
| --------- | -- | - | - | - | - | - | - | - | - | -- | -- | -- | -- | -- | -- | -- | -- | -- | -- | -- | -- | -- |
| Luogo     | T  | C | C | T | C | T | C | C | T | T  | C  | T  | C  | T  | T  | C  | T  | C  | C  | T  | T  | C  |
| Risultato | P  | N | V | V | N | P | N | V | N | P  | N  | N  | V  | V  | P  | P  | V  | P  | P  | V  | P  | P  |
| Posizione | 10 | 8 | 7 | 5 | 6 | 6 | 7 | 5 | 7 | 8  | 8  | 7  | 7  | 7  | 7  | 8  | 6  | 6  | 7  | 6  | 6  | 6  |

Legenda:

Luogo: C = Casa; T = Trasferta. Risultato: V = Vittoria; N = Pareggio; P = Sconfitta.

### Statistiche delle giocatrici
| Giocatore         | FA Women's Super League | FA Women's Super League | FA Women's Super League | FA Women's Super League | Women's FA Cup | Women's FA Cup | Women's FA Cup | Women's FA Cup | FA Women's League Cup | FA Women's League Cup | FA Women's League Cup | FA Women's League Cup | Totale   | Totale | Totale      | Totale     |
| Giocatore         | Presenze                | Reti                    | Ammonizioni             | Espulsioni              | Presenze       | Reti           | Ammonizioni    | Espulsioni     | Presenze              | Reti                  | Ammonizioni           | Espulsioni            | Presenze | Reti   | Ammonizioni | Espulsioni |
| ----------------- | ----------------------- | ----------------------- | ----------------------- | ----------------------- | -------------- | -------------- | -------------- | -------------- | --------------------- | --------------------- | --------------------- | --------------------- | -------- | ------ | ----------- | ---------- |
| M. Arnold         | 18                      | -30                     | 0                       | 0                       | 3              | -4             | 1              | 0              | 0                     | 0                     | 0                     | 0                     | 21       | -34    | 1           | 0          |
| M. Barker         | -                       | -                       | -                       | -                       | -              | -              | -              | -              | -                     | -                     | -                     | -                     | -        | -      | -           | -          |
| B. Cairns         | 1                       | 0                       | 0                       | 0                       | 1              | 0              | 0              | 0              | 1                     | 0                     | 0                     | 0                     | 3        | 0      | 0           | 0          |
| D. Brynjarsdóttir | 20                      | 4                       | 1                       | 0                       | 4              | 2              | 0              | 0              | 3                     | 0                     | 0                     | 0                     | 27       | 6      | 1           | 0          |
| H. Cissoko        | 19                      | 0                       | 6                       | 1                       | 1              | 0              | 0              | 0              | 3                     | 0                     | 1                     | 0                     | 23       | 0      | 7           | 1          |
| L. Evans          | 16                      | 1                       | 0                       | 0                       | 4              | 2              | 0              | 0              | 2                     | 0                     | 0                     | 0                     | 22       | 3      | 0           | 0          |
| M. Filis          | 19                      | 0                       | 0                       | 0                       | 2              | 1              | 0              | 0              | 4                     | 1                     | 0                     | 0                     | 25       | 2      | 0           | 0          |
| G. Fisk           | 16                      | 2                       | 0                       | 0                       | 4              | 0              | 1              | 0              | 3                     | 0                     | 0                     | 0                     | 23       | 2      | 1           | 0          |
| G. Flaherty       | 19                      | 0                       | 1                       | 0                       | 4              | 0              | 0              | 0              | 3                     | 0                     | 0                     | 0                     | 26       | 0      | 1           | 0          |
| G. Garrad         | 2                       | 0                       | 0                       | 0                       | 0              | 0              | 0              | 0              | 2                     | 0                     | 0                     | 0                     | 4        | 0      | 0           | 0          |
| Y. Hasegawa       | 17                      | 2                       | 0                       | 0                       | 3              | 0              | 0              | 0              | 3                     | 0                     | 0                     | 0                     | 23       | 2      | 0           | 0          |
| H. Houssein       | 5                       | 0                       | 0                       | 0                       | 2              | 0              | 0              | 0              | 1                     | 1                     | 0                     | 0                     | 8        | 1      | 0           | 0          |
| L. Joel           | 10                      | 0                       | 0                       | 0                       | 3              | 0              | 1              | 0              | 4                     | 0                     | 0                     | 0                     | 17       | 0      | 1           | 0          |
| A. Leat           | 4                       | -3                      | 0                       | 0                       | 1              | -1             | 0              | 0              | 4                     | -4                    | 0                     | 0                     | 9        | -8     | 0           | 0          |
| A. Leon           | 13                      | 2                       | 0                       | 0                       | 2              | 0              | 0              | 0              | 1                     | 0                     | 0                     | 0                     | 16       | 2      | 0           | 0          |
| K. Longhurst      | 22                      | 1                       | 4                       | 0                       | 4              | 0              | 0              | 0              | 3                     | 1                     | 0                     | 0                     | 29       | 2      | 4           | 0          |
| E. Moore          | 0                       | 0                       | 0                       | 0                       | 0              | 0              | 0              | 0              | 0                     | 0                     | 0                     | 0                     | 0        | 0      | 0           | 0          |
| L. Parker         | 14                      | 0                       | 1                       | 0                       | 4              | 0              | 0              | 0              | 4                     | 2                     | 1                     | 0                     | 22       | 2      | 2           | 0          |
| E. Snerle         | 8                       | 1                       | 1                       | 0                       | 3              | 0              | 0              | 0              | 1                     | 0                     | 0                     | 0                     | 12       | 1      | 1           | 0          |
| A-L. Stringer     | 18                      | 1                       | 6                       | 0                       | 3              | 0              | 0              | 0              | 4                     | 0                     | 0                     | 0                     | 25       | 1      | 6           | 0          |
| K. Svitková       | 19                      | 2                       | 2                       | 0                       | 3              | 0              | 0              | 0              | 4                     | 3                     | 0                     | 0                     | 26       | 5      | 2           | 0          |
| C. Walker         | 20                      | 3                       | 3                       | 0                       | 4              | 2              | 1              | 0              | 3                     | 1                     | 1                     | 0                     | 27       | 6      | 5           | 0          |
| Z. Wyne           | 18                      | 1                       | 0                       | 0                       | 3              | 0              | 0              | 0              | 4                     | 0                     | 0                     | 0                     | 25       | 1      | 0           | 0          |
| T. Yallop         | 16                      | 1                       | 1                       | 0                       | 3              | 0              | 0              | 0              | 3                     | 0                     | 0                     | 0                     | 22       | 1      | 1           | 0          |